# 鲁韧
鲁韧（1912年1月—2002年11月23日），原名吴博，男，天津人，中国大陆导演、编剧。

## 生平
毕业于当时北平市的中国大学英文系，职业生涯的主要时间在上海度过，先后在上海的文华影业公司、上海联合电影制片厂、上海电影制片厂担任导演、创作室主任等职，后因病逝于上海。

## 执导电影
- 《思想问题》（1950）
- 《太阳照亮了红石沟》（1953，兼编剧）
- 《猛河的黎明》（1955）
- 《洞箫横吹》（1957）
- 《今天我休息》（1959）
- 《李双双》（1962，层获第2届《大众电影》百花奖最佳故事片奖）
- 《新风歌》（1976）
- 《于无声处》（1979）
- 《飞吧，足球》（1980，兼编剧）
- 《车水马龙》（1981）